# Ion Ustian
Ion Ustian (ur. 12 września 1939 w Olișcani w rejonie Șoldănești) – radziecki i mołdawski polityk, premier Mołdawskiej SRR w latach 1980-1985.
Od 1961 członek KPZR, w 1965 ukończył Kiszyniowski Instytut Gospodarstwa Wiejskiego im. Frunze. Od 1958 instruktor, od 1961 II sekretarz rejonowego komitetu Komsomołu Mołdawii w Criuleni, od 1962 I sekretarz rejonowego komitetu Komsomołu w Telenești, od 1965 sekretarz KC Komsomołu Mołdawii, od 1970 aspirant Akademii przy KC KPZR, od sierpnia 1973 inspektor KC Komunistycznej Partii Mołdawii (KPM) i I sekretarz rejonowego komitetu KPM w Jedyńcach, od 1977 kierownik Wydziału Gospodarstw Wiejskich i Przemysłu Spożywczego KC KPM, od stycznia 1978 wiceprezes rady Ministrów Mołdawskiej SRR. Od 30 grudnia 1980 do 24 grudnia 1985 prezes Rady Ministrów Mołdawskiej SRR. 1981-1986 członek Centralnej Komisji Rewizyjnej KC KPZR, deputowany do Rady Najwyższej ZSRR 10 i 11 kadencji. Odznaczony Orderem Czerwonego Sztandaru Pracy.